# Dio at Donington UK: Live 1983 & 1987
Dio at Donington UK: Live 1983 & 1987 es un álbum en vivo de archivo del grupo de heavy metal Dio, lanzado en 2010.
Lanzado como doble CD por Niji Entertainment Group, unos pocos meses después del fallecimiento de Ronnie James Dio, el álbum recoge sendas actuaciones de la banda en el festival "Monsters of Rock", en Donington, Inglaterra, en 1983 y 1987, shows pertenecientes a las giras de "Holy Diver" y "Dream Evil" respectivamente.
Gran parte del material incluido en este álbum aparece en las ediciones expandidas en CD de los mencionados álbumes "Holy Diver" y "Dream Evil", lanzadas en 2012 y 2013.

## Lista de canciones
Disco 1: 1983

| Disco 1: 1983 |                                        |                                           |          |  |
| N.º           | Título                                 | Autor                                     | Duración |  |
| 1.            | «Stand Up and Shout»                   | Jimmy Bain, Ronnie James Dio              | 3:49     |  |
| 2.            | «Straight Through the Heart»           | Bain, Dio                                 | 4:49     |  |
| 3.            | «Children of the Sea»                  | Geezer Butler, Dio, Tony Iommi, Bill Ward | 6:15     |  |
| 4.            | «Rainbow in the Dark»                  | Vinny Appice, Bain, Vivian Campbell, Dio  | 4:48     |  |
| 5.            | «Holy Diver»                           | Dio                                       | 5:08     |  |
| 6.            | «Drum Solo»                            | Appice                                    | 0:41     |  |
| 7.            | «Stargazer»                            | Ritchie Blackmore, Dio                    | 1:42     |  |
| 8.            | «Guitar Solo»                          | Campbell                                  | 1:38     |  |
| 9.            | «Heaven and Hell» (Long live version)  | Butler, Dio, Iommi, Ward                  | 11:05    |  |
| 10.           | «Man on the Silver Mountain»           | Blackmore, Dio                            | 3:32     |  |
| 11.           | «Starstruck»                           | Blackmore, Dio                            | 0:46     |  |
| 12.           | «Man on the Silver Mountain (Reprise)» | Blackmore, Dio                            | 2:29     |  |

Disco 2: 1987

| Disco 2: 1987 |                              |                             |          |  |
| N.º           | Título                       | Autor                       | Duración |  |
| 1.            | «Dream Evil»                 | Dio, Craig Goldy            | 4:56     |  |
| 2.            | «Neon Knights»               | Butler, Dio, Iommi, Ward    | 4:43     |  |
| 3.            | «Naked in the Rain»          | Dio                         | 7:28     |  |
| 4.            | «Rock and Roll Children»     | Dio                         | 2:46     |  |
| 5.            | «Long Live Rock ‘n’ Roll»    | Blackmore, Dio              | 4:39     |  |
| 6.            | «The Last in Line»           | Bain, Campbell, Dio         | 4:12     |  |
| 7.            | «Children of the Sea»        | Butler, Dio, Iommi, Ward    | 1:22     |  |
| 8.            | «Holy Diver»                 | Dio                         | 1:27     |  |
| 9.            | «Heaven and Hell»            | Butler, Dio, Iommi, Ward    | 3:18     |  |
| 10.           | «Man on the Silver Mountain» | Blackmore, Dio              | 4:28     |  |
| 11.           | «All the Fools Sailed Away»  | Dio, Goldy                  | 4:23     |  |
| 12.           | «The Last in Line (Reprise)» | Bain, Campbell, Dio         | 1:11     |  |
| 13.           | «Rainbow in the Dark»        | Appice, Bain, Campbell, Dio | 5:11     |  |

## Personal
- Ronnie James Dio - voz
- Vivian Campbell - guitarra en CD 1
- Craig Goldy - guitarra en CD 2
- Claude Schnell - teclados en CD 2
- Jimmy Bain - bajo
- Vinny Appice - batería